# Amel Ibrahimović
Amel Ibrahimovic (født 1977 i Brčko i det nuværende Bosnien-Hercegovina) er en dansk kunstner og tidligere professor ved Det Jyske Kunstakademi 2016-17. Han er uddannet i Frankfurt på Hochschule für Bildende Künste.
Han underviser i dag på Sønderjyllands Kunstskole i Sønderborg. Hans kunst er præget af hans livshistorie som flygtning. Som 15-årig kom han fra det tidligere Jugoslavien til Danmark i 1992. Værket, som var udstillet på Forbindelser - danske kunstnere fra det tidligere Jugoslavien i 2022, hedder for eksempel Coffins 2008. I 2008 overværede han opgravningen af ligrester fra krigen i Jugoslavien. Han viser krigens grusomhed konkret ved at bruge træ og skruer fra den prototype af mini-kister, som blev brugt i arbejdet.